# Celastrus glaucophyllus
Celastrus glaucophyllus är en benvedsväxtart som beskrevs av Alfred Rehder och Wilson. Celastrus glaucophyllus ingår i släktet Celastrus och familjen Celastraceae. Inga underarter finns listade.